# The Code (canção)
"The Code" é uma canção de Nemo, que representou a Suíça no Festival Eurovisão da Canção 2024, após ser escolhida em seleção interna. A canção é descrita por Nemo como um relato da sua experiência de autodescoberta da sua identidade não-binária.
A canção actuou na 2ª semifinal, tendo sido apurada para a final, e sagrou-se vencedora na final com 591 pontos.

## Composição
"The Code" foi escrito por Benjamin Alasu, Lasse Midtsian Nymann, Linda Dale, e Nemo, durante um acampamento de música, em Maur, na Suíça, organizado pela SUISA (Cooperativa de Editores e Autores da Suíça). A canção foi descrita pela BBC como uma  "ópera drum and bass EDM", especulando uma possível inspiração do refrão vinda da Flauta Mágica, de Wolfgang Amadeus Mozart. Em conferências de imprensa, Nemo relatou que a música descreve a descoberta da sua identidade não-binária, afirmando que essa descoberta lhe deu "liberdade" e, ao participar no Festival Eurovisão da Canção, poderia "afirmar toda a comunidade LGBTQIA+". Nemo também declara na canção que encontrou o seu "reino vindo", recusando-se a se conformar às normas tradicionais de classificação de género e a aderir a um único estilo musical.
Numa outra entrevista, ao aceitar que "não se senti como homem ou mulher.. tive de quebrar alguns códigos".

## Vídeo musical
O videoclipe foi filmado em Praga e mostra Nemo presa num loop de um comboio que está fora de controle. Ao procurar uma saída, percebe que a resposta está na reflexão de Nemo, ganha autoconfiança, consegue sair do circuito ao mudar de direção e sente emancipação em relação aos valores da sociedade.
Como curiosidade, é mostrado um mapa dentro de cada uma das carruagens do comboio e, numa delas, surge Zurique > Malmö como destino, representando o caminho de Nemo até a Eurovisão como representante da Suíça.

## Receção crítica e reconhecimento
"The Code" recebeu elogios relativos. Numa crítica do Wiwibloggs contendo diversas resenhas de vários críticos, a canção foi avaliada com 8,83 de 10 pontos, ganhando a classificação anual do site naquele ano. Doron Lahav, do ESC Beat, classificou a música em oitavo lugar geral entre as 37 canções concorrentes no Festival Eurovisão da Canção 2024, elogiando as habilidades vocais de Nemo, mas admitindo que o tema da música e a fusão de estilos musicais "podem ser muito complicados de digerir". Glen Weldon, escritor da National Public Radio (NPR), considerou a música uma das favoritas para vencer o concurso, elogiando a mistura de vários estilos dentro da música e declarando que tinha "todas as características de um espetáculo arrebatador". Em contraste, Jon O'Brien, escritor do Vulture, classificou a música em 22º lugar entre as 37 músicas, afirmando que, embora a música tivesse uma "grande mensagem de liberdade, identidade própria e aceitação", ele pensou que "se perde numa mistura direta de drum and bass, pop ópera, eurorap e The Greatest Showman que pode fazê-lo buscar o ibuprofeno".
Nos meses que antecederam o Festival Eurovisão da Canção 2024, "The Code" foi considerado um dos favoritos para vencer o concurso com base nas probabilidades de apostas. Horas depois do lançamento da música, ficou em 10.º lugar no primeiro conjunto de probabilidades de apostas. A 10 de março, subiu para o quarto lugar, relegando a italiana Angelina Mango para o terceiro lugar. No início de abril, logo após a apresentação da música por Nemo no Pre-Party ES 2024, subiram para o primeiro lugar, tornando-se a canção favorita para vencer o concurso com chances de 7 para 2. Antes dos ensaios, "The Code" também tinha 93% de chance de se classificar na segunda semifinal. No entanto, viria a cair para o 3º lugar, após a segunda semifinal, o que, no entanto, não impediu a vitória, na final de dia 11 de maio.
Momentos antes da final, a canção ganhou dois Prémios Marcel Bezençon, nomeadamente o "Prémio Artístico" e o "Prémio Criativo".

## Apresentações ao vivo e promoção

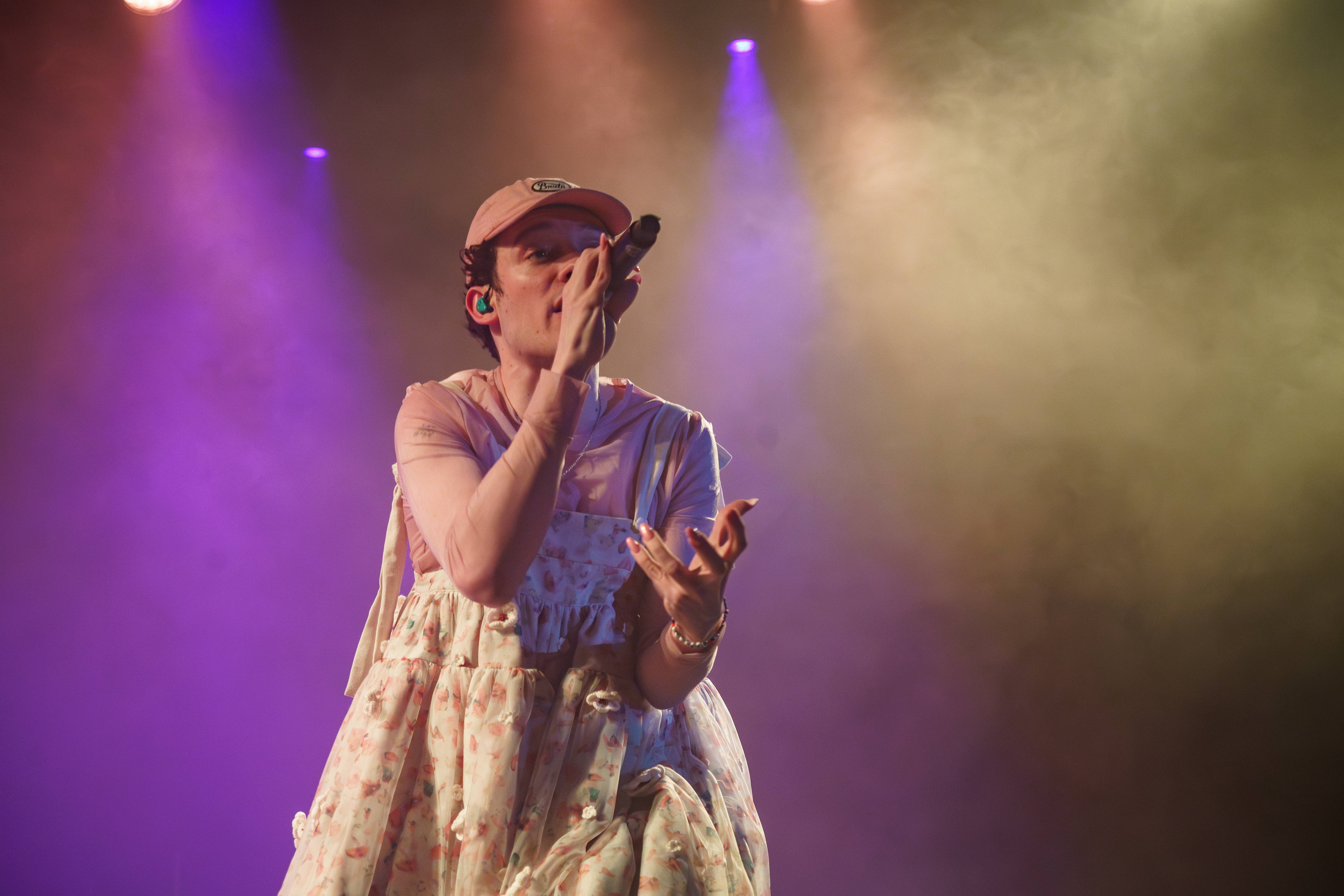
Nemo na PrepartyES.

A canção foi interpretada ao vivo, pela primeira vez, na televisão suíça SRF1, a 30 de março de 2024, numa atuação pré-gravada para o programa MusicStar – Die Revival-Show. Para a promoção da música no período pré-eurovisivo, Nemo confirmou a sua intenção de participar de várias eventos ao longo dos meses de março e abril, incluindo Pre-Party ES 2024 a 30 de março, Eurovision in Concert 2024, em Amesterdão, a 13 de abril, e o Nordic Eurovision Party 2024, em Estocolmo, a 14 de abril.
A canção também foi interpretada ao vivo numa apresentação na Embaixada da Suécia em Berna para homenagear o 50º aniversário da vitória dos ABBA no Festival Eurovisão da Canção, juntamente com a apresentação da versão acústica, a 27 de abril, no programa suíço SRF3 Punkt CH, da SRF3.

### Festival Eurovisão da Canção

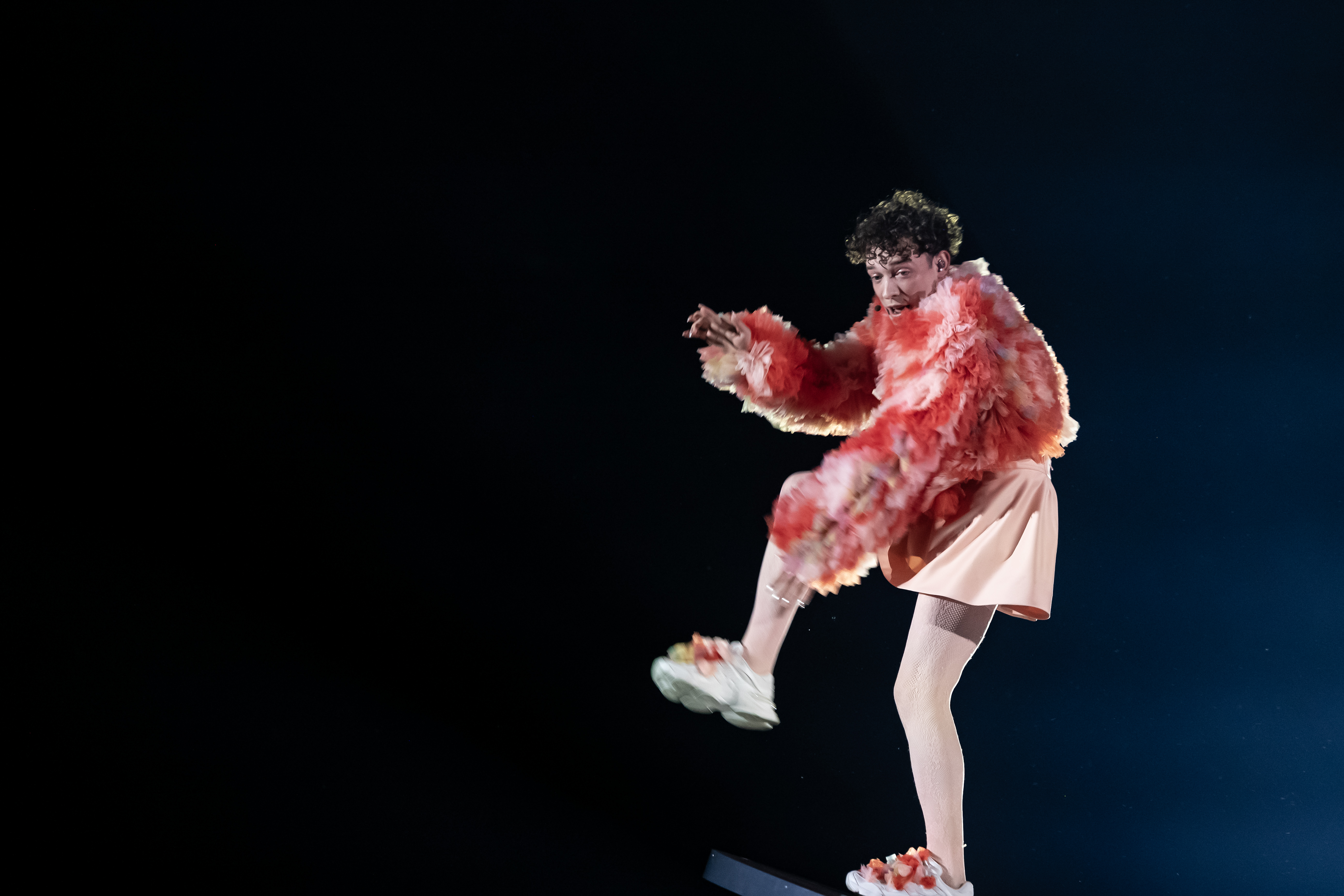
Atuação durante o ensaio geral da 2ª semifinal.

O Festival Eurovisão da Canção 2024 teve lugar na Malmö Arena em Malmö, Suécia, e consistiu em duas semifinais realizadas nas respetivas datas de 7 e 9 de maio e a final a 11 de maio de 2024, tendo a Suíça sido colocada na segunda semifinal, com a canção a ser interpretada em quarto lugar.
Para a apresentação na Eurovisão, o coreógrafo sueco Fredrik Benke Rydman foi escolhido como diretor artístico, conhecido por ter feiro a encenação de canções como "Heroes" (Suécia 2015), "Cha Cha Cha" (Finlândia 2023). A apresentação contou com Nemo com um fato de pele rosa e branco, e num suporte circular branco, onde Nemo ocasionalmente saltava durante a atuação.
Os ensaios técnicos tiveram lugar a 29 de Abril e 2 de Maio, seguidos de ensaios gerais a 8 e 9 de Maio.
A atuação foi elogiada pelo painel de comentadores do site português ESC Portugal, com Patricia Gargaté a afirmar que a Suíça tinha a "fórmula perfeita de como conseguir algo bom a TODOS os níveis", e Marcelo Silva a classificar como "um carrossel musical, uma voz imprescindível [...], que está pronto para levantar o troféu em Maio e em Malmö". Por outro lado, o crítico musical do Daily Telegraph, Neil McCormick, elogiou os vocais e a "energia selvagem" de Mettler durante a apresentação, afirmando que embora achasse que as letras das músicas eram incomuns, a sua energia "transformou [a atuação] em algo transcendente na sua própria maneira ridícula".
A canção acabaria por vencer a final do Festival Eurovisão da Canção 2024, a dia 11 de Maio, com 591 pontos, vencendo o voto do júri, e sendo 5º no televoto.

## Versões
Após o lançamento da canção, foi apresentada uma versão remix intitulada "The Code (Felix Jaehn Remix)".

## Desempenho comercial
| Lista (2024)                | Melhor posição |
| --------------------------- | -------------- |
| Lituânia (AGATA)            | 45             |
| Lituânia (Spotify)          | 34             |
| Suíça (Schweizer Hitparade) | 22             |
| Suíça (Spotify)             | 39             |

## Histórico de lançamento
| País   | Data                    | Formato                     | Gravadora(s) |
| ------ | ----------------------- | --------------------------- | ------------ |
| Vários | 29 de fevereiro de 2024 | Download digital, Streaming | Better Now   |